# Ciseaux de couture
 (octobre 2014).
Si vous disposez d'ouvrages ou d'articles de référence ou si vous connaissez des sites web de qualité traitant du thème abordé ici, merci de compléter l'article en donnant les références utiles à sa vérifiabilité et en les liant à la section « Notes et références ».

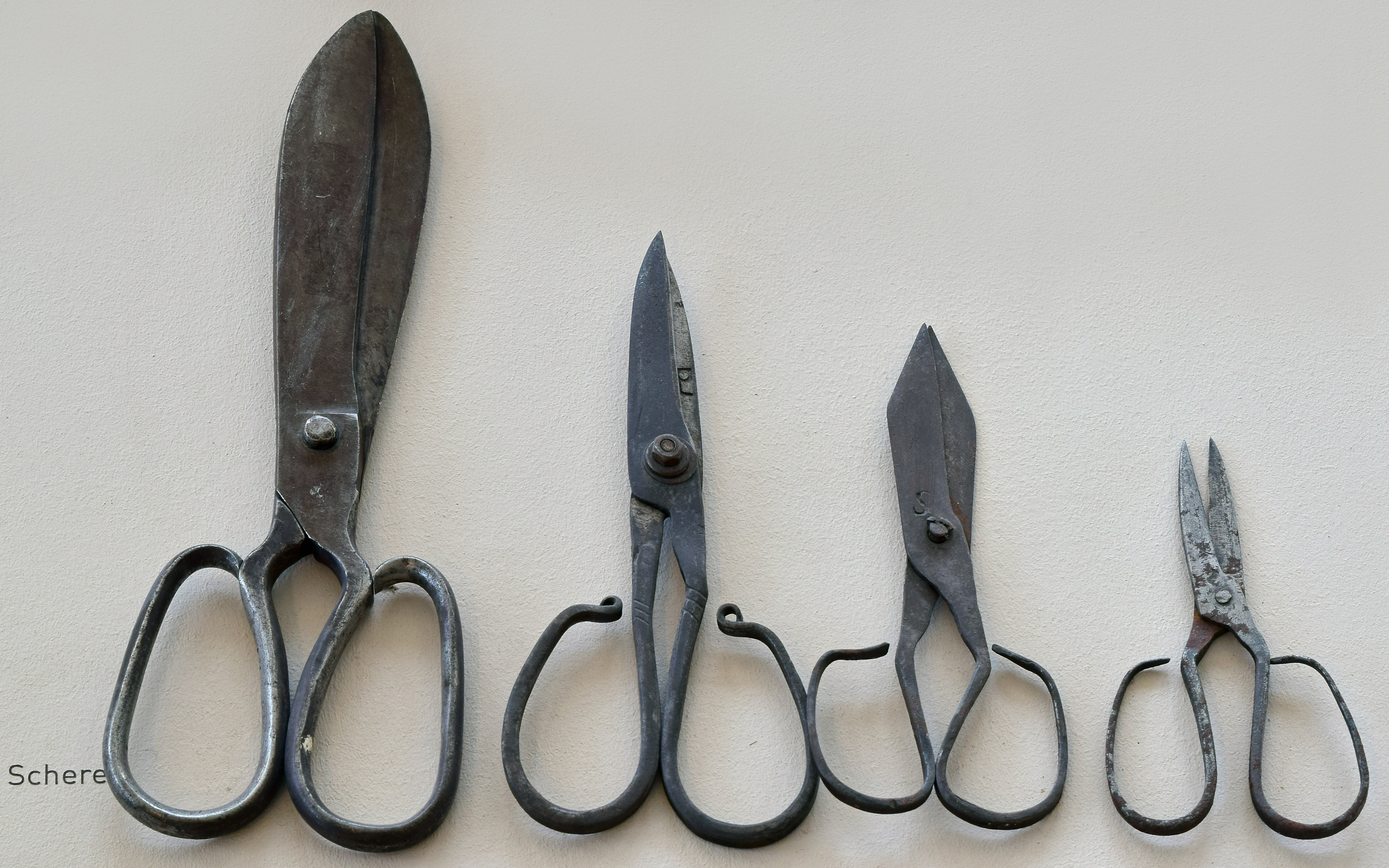
Ciseaux de couture (Centre textile d'Haslach an der Mühl en Haute-Autriche).

La couture nécessite un grand nombre d’outils afin de mener à bien tous types de projets. Parmi ceux-ci, on dénombre un panel relativement large de ciseaux employés par les couturiers. Chacun d’entre eux a une utilité spécifique et bien souvent une apparence atypique.

## Types de ciseaux
- Ciseaux de tailleur : ce type de ciseau est le plus courant en couture, sa principale utilité est de tailler des grands morceaux de tissus. Il en existe avec différentes tailles de lames, mais elles sont généralement comprises entre 20 et 30 cm.
- Coupes-fils : ces ciseaux sont utilisés pour couper les extrémités des fils. Ils ne peuvent pas être employés sur du tissu.
- Grands ciseaux coudés : ces ciseaux sont utilisés pour couper de longs bords droits. L’angle formé par les lames et la poignée de l’outil permettent de reposer une lame sur la table ce qui offre plus de stabilité.
- Ciseaux à dégarnir : ces ciseaux aux lames de 10 cm sont employés pour découper les excédents de tissus et couper les fils des extrémités des coutures.
- Ciseaux à broder : ciseaux de petite taille et très pointus pour atteindre les coins et couper les fils au plus près du tissu.
- Ciseaux à cranter : ciseaux de tailleur, mais dotés d’une lame qui coupe en zigzag. Ce type de ciseaux est employé pour finir les coutures et pour les bordures décoratives.
- Ciseaux à papier : les ciseaux à papier sont simplement utilisés pour découper les pièces des patrons afin de ne pas endommager les lames des ciseaux à tissu.

## Galerie

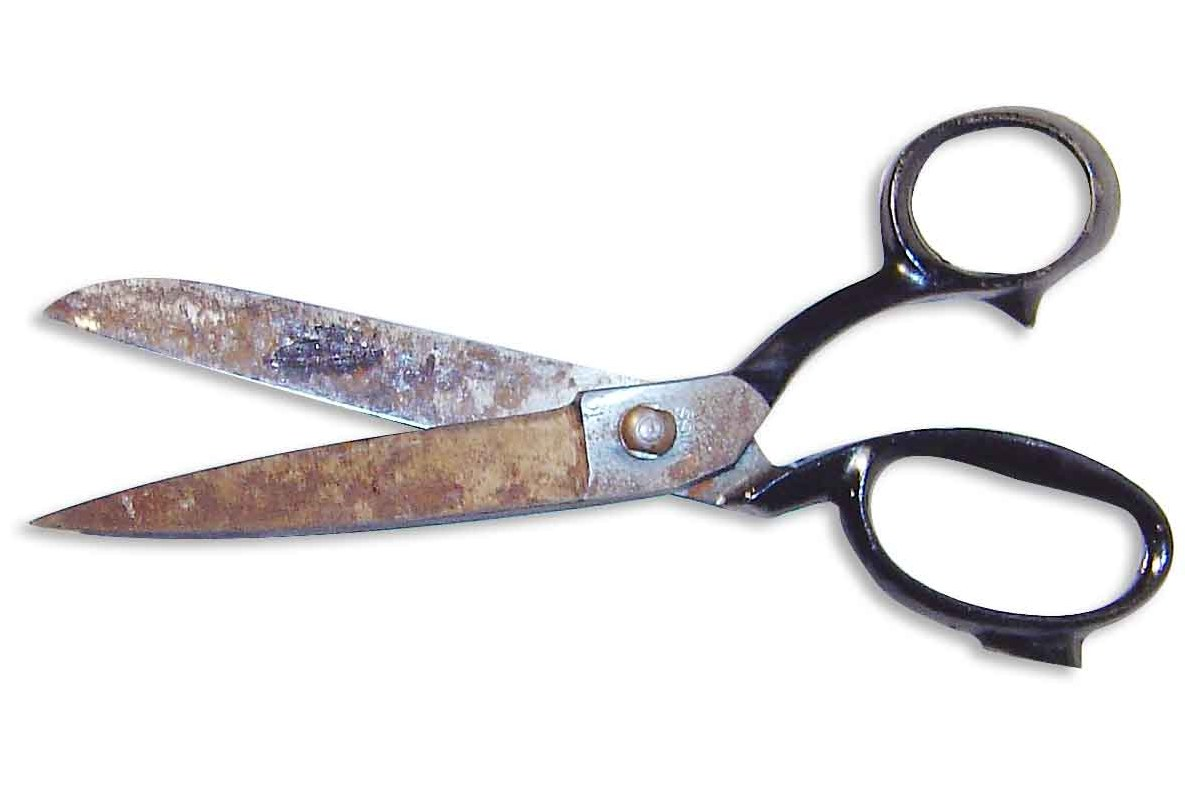
Ciseaux de tailleur.
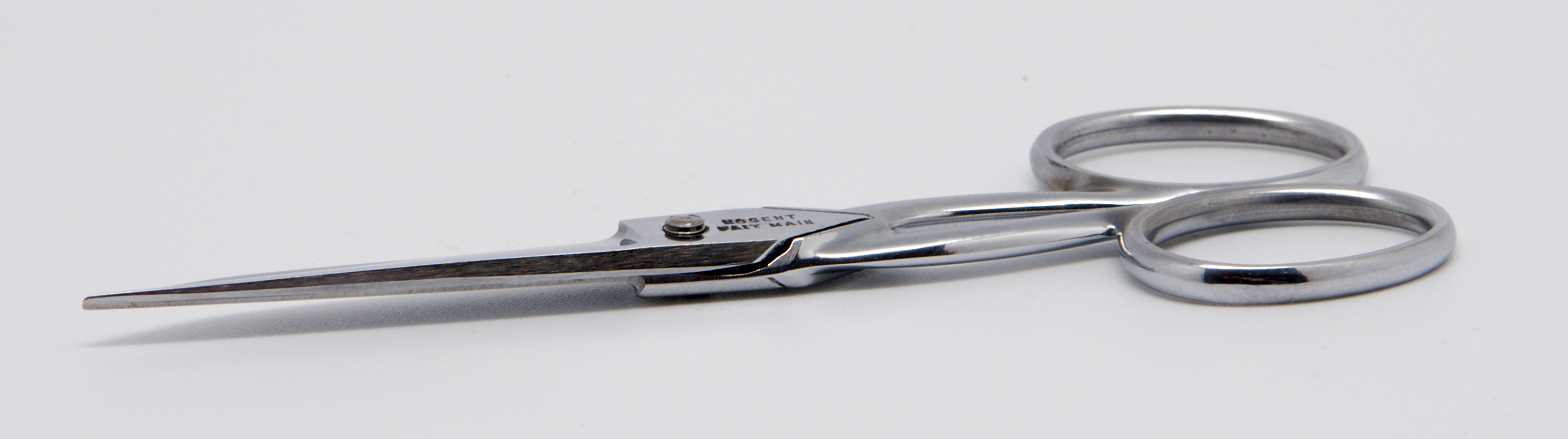
Ciseaux à broder.
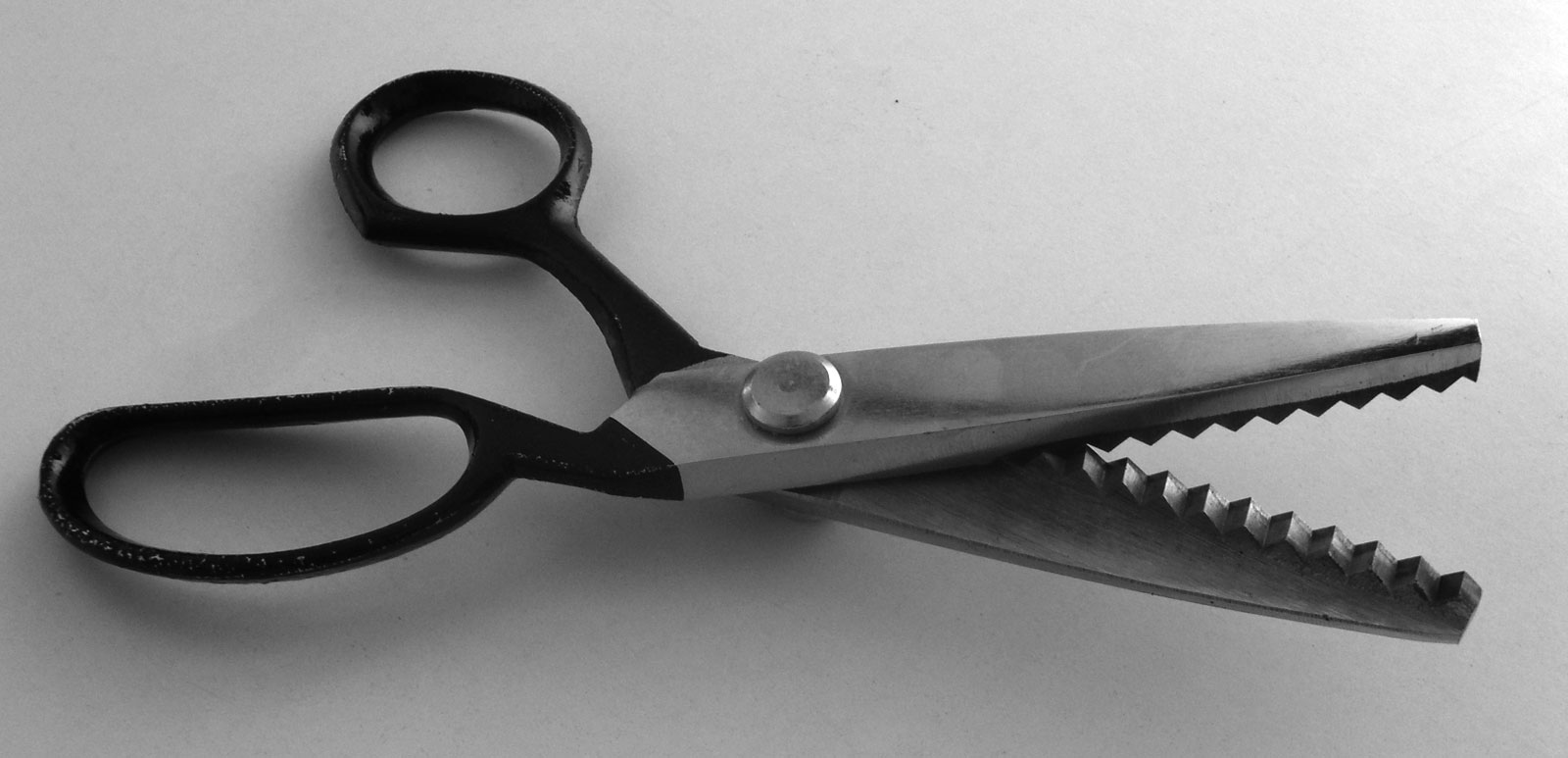
Ciseaux à cranter.
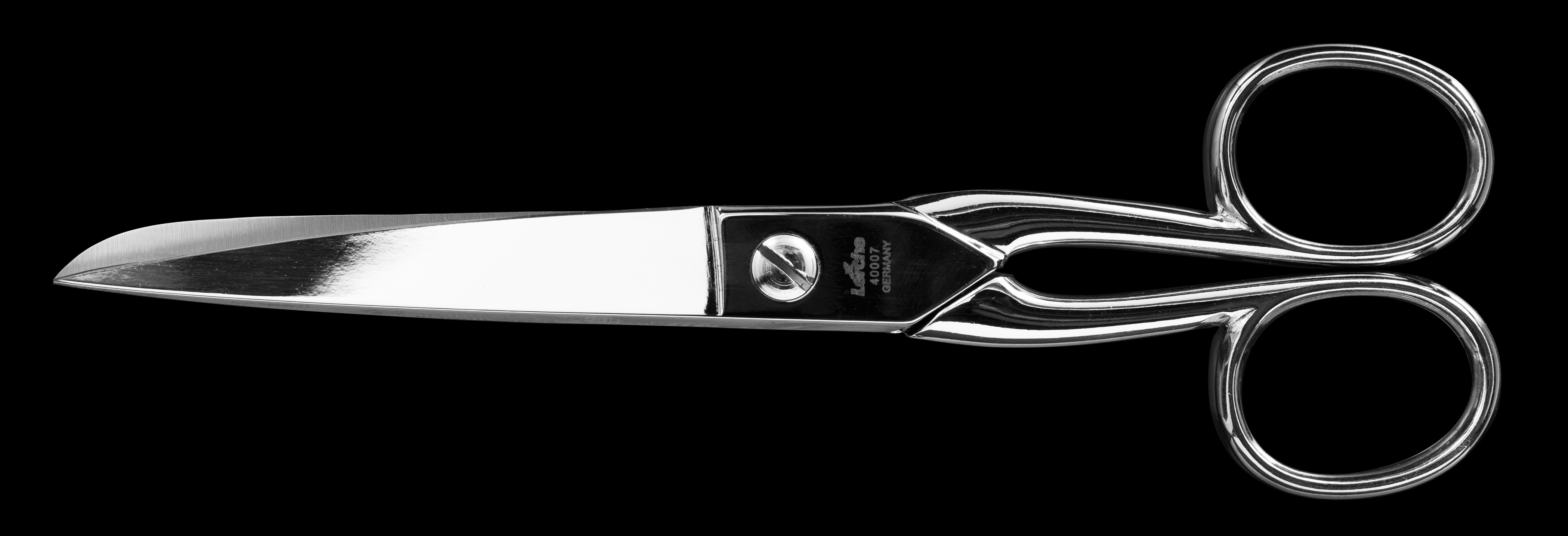
Ciseaux à papier.
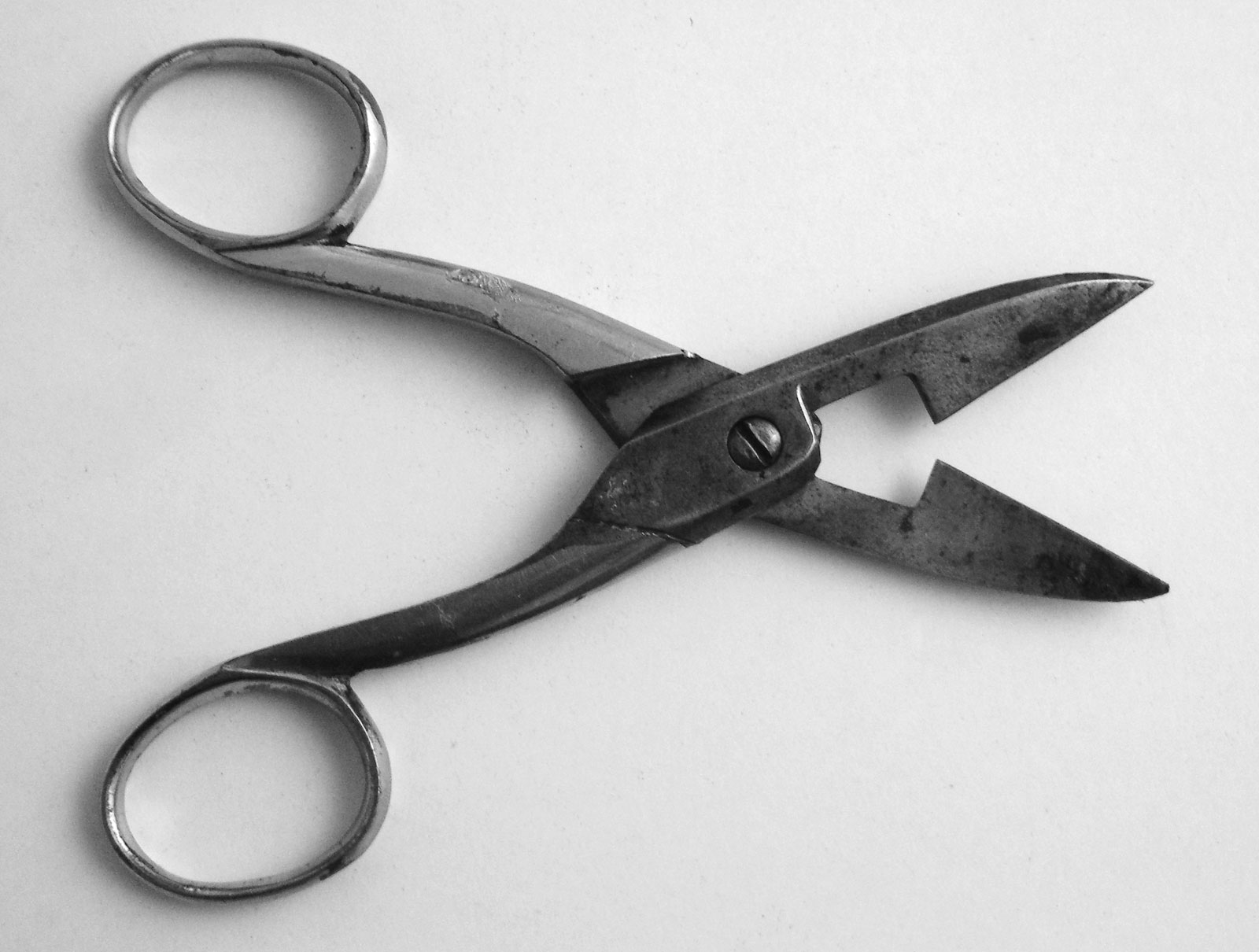
Ciseaux à boutonnière.